# Самарський час
| USZ1 | Калінінградський час | MSK-1 (UTC+2)  | 20:22 |
| MSK  | Московський час      | MSK (UTC+3)    | 21:22 |
| SAMT | Самарський час       | MSK+1 (UTC+4)  | 22:22 |
| YEKT | Єкатеринбурзький час | MSK+2 (UTC+5)  | 23:22 |
| OMST | Омський час          | MSK+3 (UTC+7)  | 00:22 |
| KRAT | Красноярський час    | MSK+4 (UTC+7)  | 01:22 |
| IRKT | Іркутський час       | MSK+5 (UTC+8)  | 02:22 |
| YAKT | Якутський час        | MSK+6 (UTC+9)  | 03:22 |
| VLAT | Владивостоцький час  | MSK+7 (UTC+10) | 04:22 |
| MAGT | Магаданський час     | MSK+8 (UTC+11) | 05:22 |
| PETT | Камчатський час      | MSK+9 (UTC+12) | 06:22 |

Самарський час (рос. Самарское время, SAMT) — неофіційна назва місцевого часу в ряді адміністративно-територіальних одиницях Росії з часового поясу, що відрізняється на +4 годин від UTC (UTC+4) і на +1 годину від московського часу (MSK+1). Сезонні зміни часу в цьому поясі, як і у всій Росії, відсутні. Це офіційний час в Удмуртії, Астраханській, Волгоградській, Самарській, Саратовській та Ульяновській областях.
Основні міста:
- Астрахань
- Волгоград
- Іжевськ
- Самара
- Саратов
- Тольятті
- Ульяновськ